# Schloss Pemfling

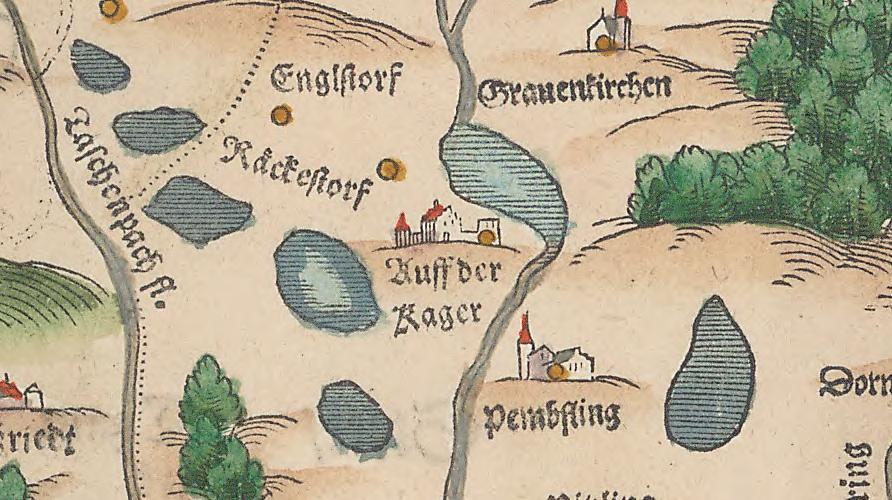
Pemfling auf den Bairischen Landtafeln von Philipp Apian von 1568

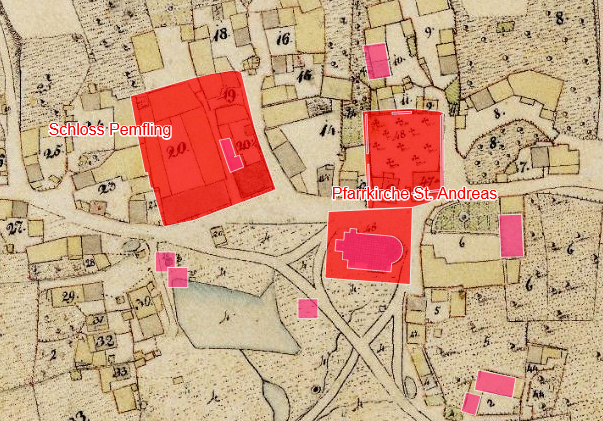
Lageplan von Schloss Pemfling auf dem Urkataster von Bayern

Das Schloss Pemfling befindet sich in der gleichnamigen Oberpfälzer Gemeinde Pemfling im Landkreis Cham von Bayern (Kirchplatz 12). Das Schloss war ursprünglich eine Niederungsburg und liegt inmitten des Dorfes an der Nordseite des Kirchplatzes. „Einbezogene Reste des spätgotischen Schlossbaus“ sind unter der Aktennummer D-3-72-146-31 als Baudenkmal verzeichnet. „Archäologische Befunde des Mittelalter und der frühen Neuzeit im Bereich des ehem. Schlosses von Pemfling, darunter die Spuren von Vorgängerbauten bzw. älterer Bauphasen sowie abgegangener Bauteile“ werden zudem als Bodendenkmal unter der Aktennummer D-3-6741-0092 geführt.

## Geschichte
Die Genealogie der Pemflinger, eine diepoldingische Ministerialenfamilie, setzt nach einer Reichenbacher Tradition 1178/83 mit Sigehardus de Pomflingen ein. Sein ebenfalls genannter Bruder Wimarus wird nochmals zwischen 1190 und 1200 genannt. In dieser Zeit wird auch ein Diepold vom Pemflling als Zeuge angeführt. Ein Heinrich von Pemfling erscheint letztmals in 1272 ausgestellten Urkunden. Der Ort Pemfling wird bereits in dem ersten Herzogsurbar von 1231/37 als zum Schergenamt Miltach gehörend angeführt. Das ritterbürtige Geschlecht der Pemflinger ist seit 1267 in Urkunden des Klosters Niederaltaich belegt. Im 15. Jahrhundert sind die Besitzungen dieser Familie in Auflösung begriffen. 1413 erhält Ruprecht Donnersteiner verschiedene Güter aus dem Nachlass eines Pemflingers, weitere Besitzungen gehen 1437 an die Eittenharter über. Pemfling ist 1430 während der Hussitenkriege zerstört worden.
Die Reste der Güter des Johann der Pemflinger von Pemfling, auch die in Grafenkirchen, werden 1444 den Donnersteinern zugesprochen; diese gingen nach einem Erbschaftsstreit an Ruprecht Donnersteiner zum Donnerstein. Die minderjährigen Kinder des Hiltprants von Pemfling erhielten Burg Kager zugesprochen.
Hauptsächliche Nachfolger dürften aber die Eittenharter auf dem Kaufweg gewesen sein, die sich 1454 Eittenharter zu Pemfling nennen. In den Landtafeln von 1488 und 1503 sind die Eittenharter als Inhaber der Hofmark Grafenkirchen eingetragen, worunter aber offensichtlich Pemfling zu verstehen ist. Als Besitznachfolger werden die Pfa(h)ler genannt. Ab 1530 sind hier Hans von Schönstein bzw. Joachim von Nußdorf bezeugt, unter denen Pemfling wieder als eigenständige Hofmark erscheint. In den Landtafeln von 1543 und 1558 wird die Hofmark Pemfling dann als Eigentum des Jörg von Murach (1541–1588) geführt. Im Steuerbuch von 1577 sind Pemfling und Grafenkirchen als Pertinenzen von Waffenbrunn eingetragen, d. h. seitdem ist Pemfling dauerhaft mit Waffenbrunn vereinigt und teilte die Geschicke dieser Hofmark. Zwischen 1545 und 1627 war Pemfling zuerst lutherisch und dann kalvinistisch.
1696 erwarb der Bierbrauer und Gutsbesitzer Johann Kammermeister den Wirtschaftshof und nach einem verheerenden Band 1742 auch den früheren Hauptwohnbau, der in der Folge als Gasthaus genutzt wurde. Beide Gebäude sind bis heute in Privatbesitz.
Der alte Zehentstadel von Pemfling war in den 1980er Jahren im Besitz der Wirtsfamilie Maier, die nicht von einer Beteiligung an den Renovierungskosten zu überzeugen war.

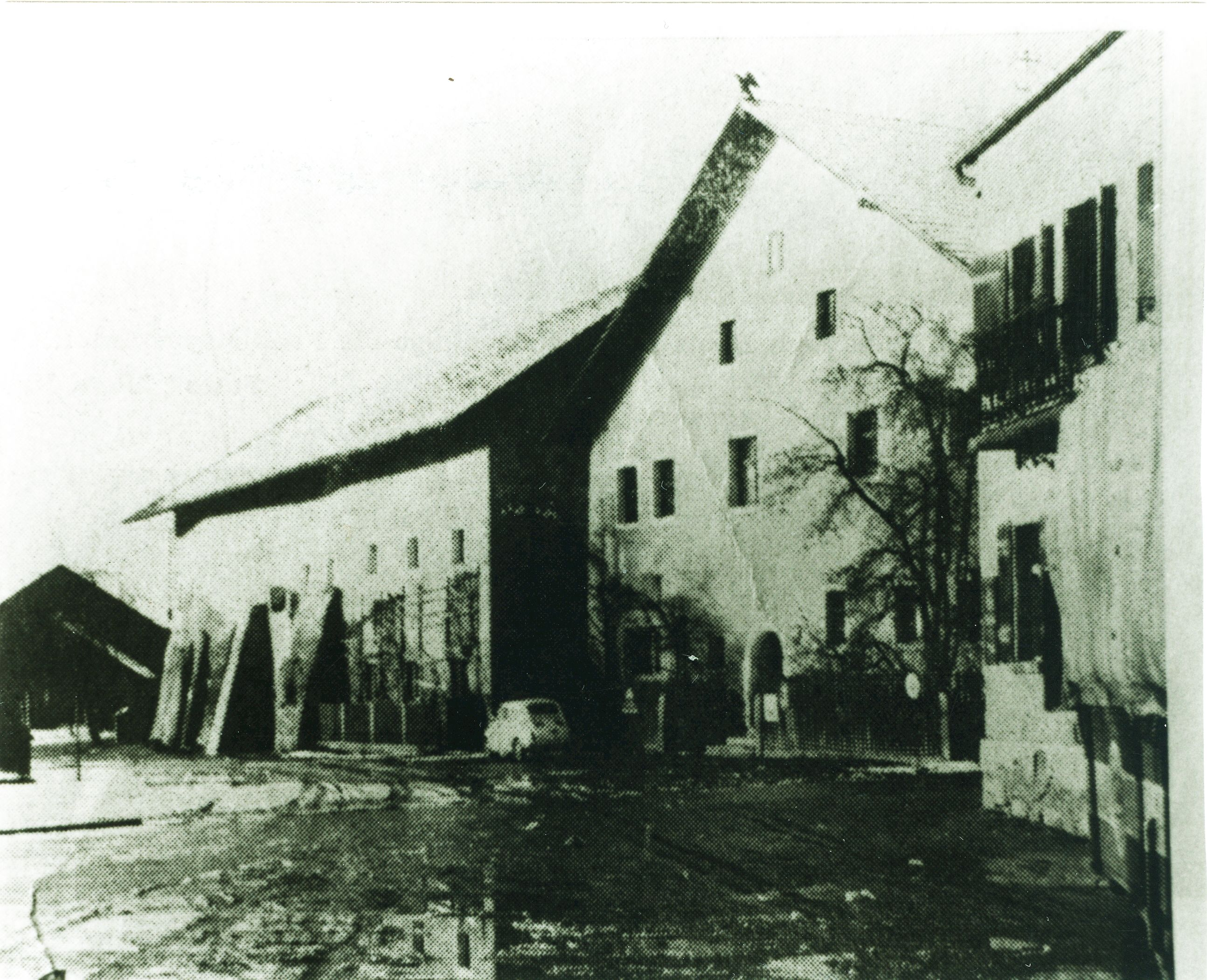
Schloss Pemfling („Gschlössl“) auf historischer Aufnahme

## Schloss Pemfling einst und jetzt
Auf der Karte des Philipp Apian von 1568 ist neben dem Kirchengebäude von Pembfling der zweigeschossige Bau eines Schlosses erkennbar, eventuell war dieser mit einem Treppengiebel versehen. Der Bau erscheint nur leicht befestigt gewesen zu sein. Nach einem Brand von 1742 wurden die Baulichkeiten in der heutigen Form wiederhergestellt, dabei wurde insbesondere der frühere Hauptwohnbau stark verändert. Auch sollen damals die Keller unter dem Wirtschaftstrakt verfüllt worden sein.
An der Nordseite des Kirchplatzes sind die erhaltenen Reste der Anlage in zwei Baukomplexe unterteilt. Nach Westen zu standen um einen rechteckigen Innenhof die Baulichkeiten des Wirtschaftshofes. Diese sind mit Ausnahme des Südflügels und vereinzelter Mauerresten, u. a. einer gewölbten Stallung, abgebrochen bzw. stark verändert. Der traufständige Südflügel, ein langgestreckter unverputzter zweigeschossiger Bau, weist annähernd mittig eine überwölbte Durchfahrt mit korbbogigem Tor auf. Die Stützpfeiler an der Südseite sind eine Ergänzung der Zeit um 1900. Für den Bau, der als Zehentstadel bezeichnet wurde, stellte der Eigentümer Konrad Maier einen Abbruchantrag, dem vom Gemeinderat zweimal einstimmig und auch vom Chamer Landrat Theo Zellner im Jahr 2008 zugestimmt wurde. Im Jahr 2010 erfolgte schließlich der Abriss.
Durch eine Gasse getrennt schließt sich nach Osten der heute als landwirtschaftliches Anwesen genutzte ehemalige denkmalgeschützte Hauptwohnbau an. Der annähernd quadratische zweigeschossige giebelständige Bau macht heute den Eindruck eines großen Bauernhauses. Doch verweisen die starken Mauern, ein spätgotisches Fenster im rückwärtigen Teil und Fenstergewände aus dem 16. Jahrhundert an der Hofseite des Vorderhauses auf den Ursprung des Baus hin, der einst auch eine Kapelle enthielt.